# Korsør Glasværk
Korsør Glasværk var et glasværk ved Korsør, der blev etableret 1937. I 1967 blev glasværket fusioneret med et svensk værk og dannede Scanglas.
Et konsortium af store virksomheder byggede glasværket, der havde sin baggrund i 1930'ernes importbegrænsninger, der var indført som reaktion på depressionen. Korsør Kommune hjalp med glæde den store virksomhed på vej, selv om havnen måtte optage et stort lån til de fornødne havneanlæg. Glasværket, der først for alvor fik produktionen i gang efter 2. verdenskrig, fik sine råvarer ad søvejen, og det blev en af havnens største kunder. Under Besættelsen blev det udsat for schalburgtage.
I årene 1945-50 oplevede værket vækst, men i den efterfølgende periode indtrådte en stagnation med voksende arbejdsløshed, der varede til 1957, hvor en højkonjunktur satte ind med stigende produktion og faldende arbejdsløshed.
Glasværket var Korsørs største industrivirksomhed med 213 arbejdere, et tal der var steget til 400 i 1960.
Da produktionen var størst, var der ca. 800 ansatte, en kæmpe virksomhed i en forholdsvis lille by. Det var også en lidt usædvanlig industriarbejdsplads. For selvom arbejdet kunne være fysisk hårdt, var der både mænd og kvinder i produktionen. En del af dem havde været der et helt liv og kunne ikke forestille sig Korsør uden et Glasværk.
I 1967 kom der en sammenlægning mellem et svensk glasværk og så det i Korsør. Den sammenlægning betød reelt, at det svenske glasværk lukkede og at man satsede på Korsør. Det var en virksomhed i fremdrift, men den blev ramt af svære tider i det der også blev kaldt ”fattig-firserne”. Navnet på virksomheden siden 1969 blev Scanglas.
De franske ejere siden 1976, Saint-Gobain, meddelte i begyndelsen af 80’erne, at man lukkede glasværket grundet dårlige tider. En by var i oprør og daværende borgmester Povl Mortensen, forudså meget svære tider for Korsør. Mange græd og tillidsfolk og fagforeninger rasede over de franske ejere, og mente at det var en ”taktisk” lukning, for der var stadig penge i virksomheden. Men virksomheden blev afviklet og de store ovne lukket ned. Ganske vist kørte virksomheden videre men i langt mindre målestok – reelt var det slut. Forud var gået mange år, hvor glasværksarbejderne, ofte i tre-holds skift, arbejdede på Glasværket i Korsør. Det var samtidig nærmest et nationalt drama, da Glasværkets daværende ejere besluttede at lukke værket, der i mange år var kendt som Scanglas. TV-avisen, landets største aviser og radioen rapporterede om lukningen og konsekvenserne, da meddelelsen kom fra ejerne. Men trods protester og forsøg på hjælp, lukkede planglasværket i 1982, og tilbage blev kun produktudvikling og forædling. I 2010 ophørte glasvirksomheden i Korsør helt. Produktionen foregår derefter kun i Kjellerup og Esbjerg. Navnet
siden 2016 er GLASSOLUTIONS.
Da ovnene blev slukket på det gamle glasværk, var der ikke mange der regnede med, at huset en dag skulle kreere nye ideer, tanker og produktion. Men efter en række år med en lidt omtumlet tilværelse købte erhvervsmanden Jan Milvertz i år 2000 det gamle glasværk. Og med forståelse for stedets sjæl er glasværket Erhvervspark opstået. I dag indeholder dette fantastiske hus, med den gamle glasværkssjæl, en lang stribe virksomheder.
Store såvel som små, kreative mennesker, håndværkere og folk i sundhedsbranchen – alle samlet på 20.513 m² i Korsørs største private erhvervscenter.
Målet er enkelt; glasværket skal være Vestsjællands foretrukne erhvervshus, og det til konkurrencedygtige priser. Samtidig skal det være fleksibelt, så man f.eks. kan leje et depotrum i en måned, eller en kontorplads ti timer om ugen.